# Brunnichia ovata
Brunnichia ovata är en slideväxtart som först beskrevs av Thomas Walter, och fick sitt nu gällande namn av Lloyd Herbert Shinners. Brunnichia ovata ingår i släktet Brunnichia och familjen slideväxter. Inga underarter finns listade i Catalogue of Life.